# Vestmannai madársziklák
A Vestmannai madársziklák (feröeriül: Vestmannabjørgini) hatalmas sziklafalak Feröer legnagyobb szigete, Streymoy északnyugati tengerpartján.

## Földrajz
Streymoy északnyugati partján, Vestmannától északra találhatók a hatalmas sziklafalak, amelyekbe szűk szorosokat, mély barlangokat vágott a tenger az idők folyamán. A csaknem 600 méter magas sziklafalakon madarak ezrei fészkelnek: többek között lundák, lummák, sirályhojszák és csüllők.

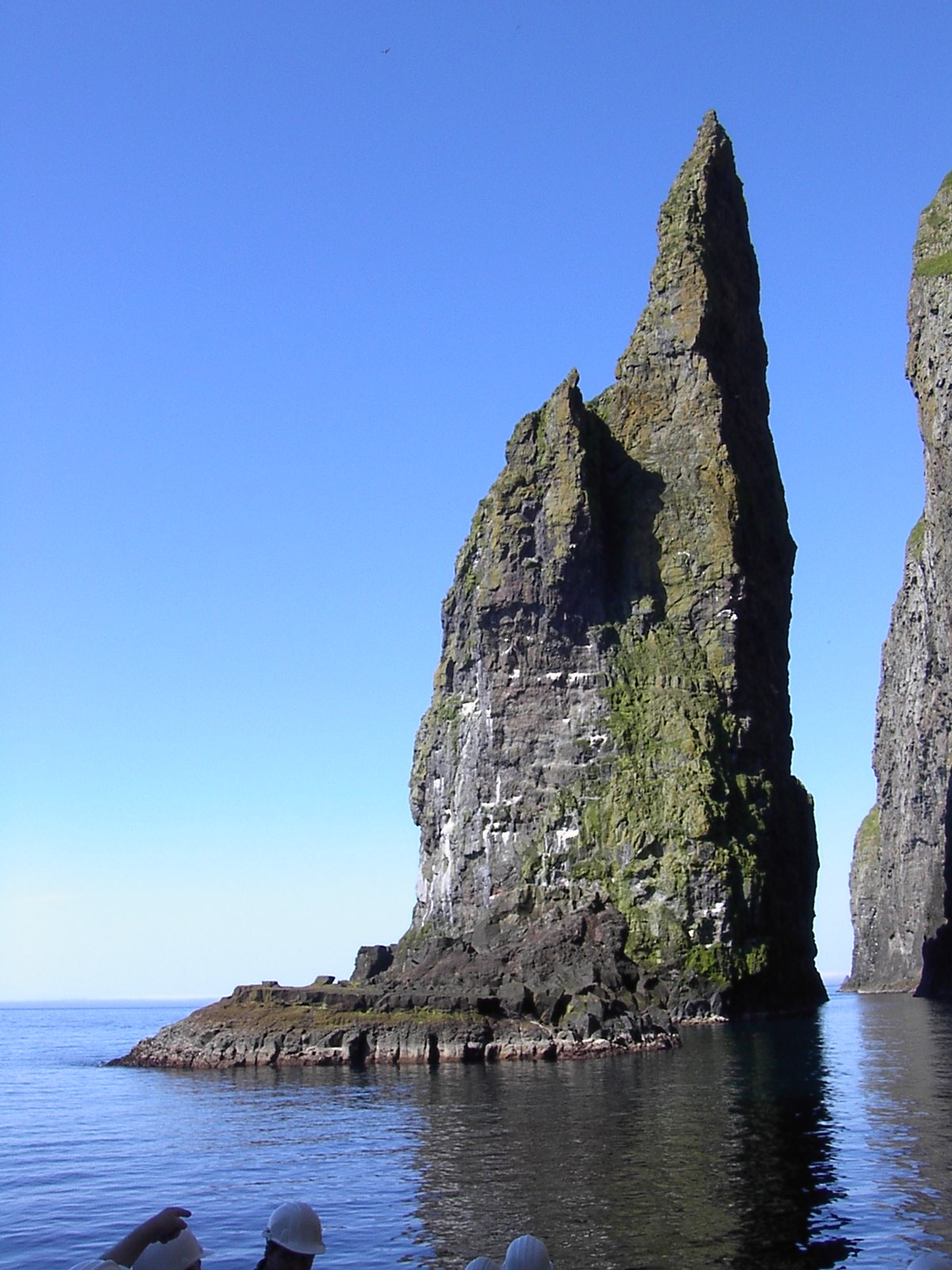
Szabadon álló sziklaszirt

## Turizmus
A madársziklák és barlangok a környék legfontosabb idegenforgalmi látványosságai. A sziklákhoz hajókirándulásokat szerveznek, amelyek a vestmannai kompkikötőből indulnak, és mintegy 3 órát vesznek igénybe. Szép idő esetén naponta több túra is indul.
A sziklafalak tetejéről gyönyörű kilátás nyílik Vágar és Mykines szigetére.